# Valborg (Band)
Valborg ist eine deutsche Metal-Band aus Bonn, die 2002 gegründet wurde.

## Geschichte
Die Band wurde im Jahr 2002 gegründet, woraufhin 2005 das selbstfinanzierte Debütalbum Songs for a Year erschien. Die Band arbeitete weiterhin an neuem Material, da die Mitglieder jedoch in andere Projekte involviert waren, waren Auftritte nicht möglich. 2009 folgte das zweite Album Glorification of Pain, dem sich von 2010 bis 2012 mit Crown of Sorrow, Barbarian und Nekrodepression drei weitere Alben anschlossen. In dieser Zeit war die Gruppe auch live aktiv, so war sie unter anderem 2010 auf dem Roadburn Festival vertreten. 2015 erschien das Album Romantik. Zur Veröffentlichung des Albums gab Valborg ein Konzert in Münster, bei dem auch Total Negation und The Moth ihr jeweiliges neues Album vorstellten. 2016 wurde eine Kollaboration mit Bloodway publiziert, ehe sich 2017 das nächste Album unter dem Namen Endstrand anschloss. Im selben Jahr nahm die Band erneut am Roadburn Festival teil. 2019 folgte mit Zentrum das nächste Album. Im März des Jahres wurden vier Auftritte zusammen mit Mantar in Deutschland abgehalten. Für Dezember 2020 ist die Gruppe für das Eindhoven Metal Meeting bestätigt.

## Stil
James Christopher Monger von Allmusic bezeichnete die Musik als Mischung aus Death-, Doom- und Progressive-Metal, die Erinnerungen an Triptykon, Celtic Frost und Throes of Dawn wachrufe.
Björn Thorsten Jaschinski vom Rock Hard schrieb in seiner Rezension zu Glorification of Pain, dass hierauf eine finstere und okkulte Atmosphäre vorhanden ist, ähnlich wie bei The Devil’s Blood. Die Gruppe bewege sich weg von „vertrackten Strukturen, hin zu einem oft monotonen, basslastigen Fluss“, wobei es Abschnitte ohne Verzerrung gebe, sodass man die Musik insgesamt mehr dem Rock als dem Metal zuordnen könne. Beim Hören des Albums stellte er unter anderem Gemeinsamkeiten zu Katatonia zur mittleren Schaffensphase, gelegentlichen verhaltenen Klargesang, „geisterhafte[n] Rezitativ“, Mönchschöre und leichte klangliche Parallelen zum Black Metal fest. Zudem attestierte er dem Album eine „Originalität im minimalistischen Ausdruck“. In einer späteren Ausgabe rezensierte Boris Kaiser Barbarian und befand, dass man es weder dem Doom- noch Death- oder Black-Metal zuordnen kann. Stattdessen spiele man eine Art „Wir-finden-alles-was-Tom-Warrior-macht-super-Metal“. Charakteristisch für das Album seien der „sehr schwere, sehr düstere, sehr reduzierte Sound“, der an Celtic Frost und vor allem Triptykon erinnere. Dies betreffe „die Gitarren, den Gesang, die Härte der Produktion, sogar das Kapriziöse im Ausdruck“. Prägend für die Songs seien zudem Repetitionen sowie „eine Art Riff-Autismus“. Simon Dümpelmann gab in seiner Rezension zu Romantik an, dass die Band sich bei Alben stilistisch nicht wiederholt. Während die Gruppe auf Nekrodepression noch Musik im Stil von Celtic Frost, Killing Joke und Eisenvater gespielt habe, handele es sich nun um ein „doomigeres, episches, regelrecht meditativ wie aus einem Guss fließendes Album mit stärkerer Keyboard-Präsenz, sakralem Touch und musikalisch fast schon minimalistischer Herangehensweise, bei dem die Akzente vor allem im Vocal-Bereich passieren“. Wolfgang Liu Kuhn stellte fest, dass Endstrand „sowohl textlich als auch musikalisch dermaßen verstörend und negativ [sind], dass sie selbst Florian Silbereisen in den Selbstmord treiben würden“. Im Vergleich zum Vorgänger marschiere die Gruppe „zackiger geradeaus“, wobei Einflüsse von Crowbar, Celtic Frost und Totenmond vorhanden seien. Charakteristisch sei außerdem der aggressive Gesang. In dem im Anschluss aufgeführten Interview mit Christian Kolf gab dieser an, dass die Band versucht habe geradliniger zu Werke zu gehen, um eine Art temperamentvollen, cholerischen und befreienden kosmischen Doom-Punk zu erschaffen. Musikalisch-philosophisch verbunden fühle man sich am ehesten mit Type O Negative. Sebastian Schilling stellte beim Hören von Zentrum fest, dass die Band eigenständig klingt, „ohne stilfremde Gimmicks einzusetzen“. Es würden „kryptische deutsche Texte“ gebrüllt, während am Schlagzeug ein stoischer Beat gespielt werde. Zudem arbeite die Gruppe Einflüsse aus dem Post-Punk ein. Die Songs hätten einen anarchistischen und avantgardistischen Charakter und seien so melancholisch wie Musik von Lifelover. Im Interview mit Meredith Schmiedeskamp in derselben Ausgabe eröffnete Jan Buckard, dass er textlich stark durch Science-Fiction-Autoren wie Arthur C. Clarke und Stanisław Lem beeinflusst wurde. Musikalisch habe man sich an der Neuen Deutschen Härte orientiert, wobei Valborg jedoch bedrohlicher und aufdringlicher zuwerke gehe.
Melanie Aschenbrenner vom Metal Hammer rezensierte Zentrum ebenfalls und beschrieb die Musik als hart und roh, wobei man sich wenig auf Melodien konzentriere. Musikalisch bewege sich man mal mehr Richtung Doom- und ein anderes Mal mehr Richtung Death-Metal. Auf dem Album seien oft Gemeinsamkeiten zu Triptykon vorhanden. Zudem könne man die Musik mit der von Mantar vergleichen, „nur ohne den Rock’n’Roll-Swagger“. Die Texte seien expressionistisch und gelegentlich dadaiistisch und würden in abwechslungsreichen Gesangsstilen vorgetragen werden.

## Diskografie
- 2005: Songs for a Year (Album, Eigenveröffentlichung)
- 2009: Glorification of Pain (Album, Vendlus Records)
- 2010: Crown of Sorrow (Album, Zeitgeister Music)
- 2011: Barbarian (Album, Zeitgeister Music)
- 2012: Nekrodepression (Album, Zeitgeister Music)
- 2013: Demos I: Songs for a Year (Kompilation, Zeitgeister Music)
- 2014: Demos II: Radio Valborg (Kompilation, Zeitgeister Music)
- 2015: Romantik (Album, Temple of Torturous Records)
- 2016: Karbon Winter (Kollaboration mit Bloodway, Temple of Torturous Records)
- 2016: Werwolf / Ich bin total (Single, Temple of Torturous Records)
- 2017: Endstrand (Album, Lupus Lounge Records)
- 2019: Zentrum (Album, Lupus Lounge Records)
- 2019: Urknall (Box-Set, Lupus Lounge Records)
- 2022: Der Alte (Album, Lupus Lounge Records)